# Obscure wadkorst
Obscure wadkorst (Stigmidium marinum) is een korstmossoort uit het geslacht Stigmidium. De soort werd voor het eerst beschreven door Richard Deakin in de negentiende eeuw (eerst als Mycosphaerella marina, in 1854 als Sagedia marina) en werd door Thomas Douglas Victor Swinscow in 1965 voor het eerst onder de huidige naam beschreven.

## Kenmerken
Obscure wadkorst is een relatief onopvallend korstvormig korstmos, dat erg lijkt op zeepokkorst (Collemopsidium halodytes), een soort die ook bij kustgebieden leeft maar in grotere mate voorkomt. Zeepokkorst heeft soortgelijke peritheciën en ascosporen met één septum als obscure wadkorst. De ascosporen zijn echter beduidend kleiner dan die van obscure wadkorst. Net als zeepokkorst, leeft ook obscure wadkorst in de zogeheten zwarte zone: korstmossen die voor een deel van het etmaal onder water leven en te vinden zijn onderaan de dijken, tussen de zeewieren, mossels, oesters en zeepokken.

### Parasitair of autonoom
Lang werd aangenomen dat obscure wadkorst een parasitaire soort is die onder andere groeit op soorten uit de Verrucariaceae. Aptroot en Van den Boom kwamen in 1996 echter tot de conclusie dat de soort een autonoom licheen is. Uit hun onderzoek bleek dat het thallus altijd dezelfde algen bevat en er geen reden was om aan te nemen dat het thallus van een ander licheen kwam. Daarnaast komt er zowel in het onderzoeksgebied ter plekke, als in de rest van de Benelux, geen licheen voor met een dergelijk thallus. Volgens Aptroot et al. (2017) is het feit dat obscure wadkorst in Zuid-Brazilië gevonden is, duizenden kilometers verwijderd van de tot dan toe bekende vindplekken, nog meer bewijs dat de soort een autonoom korstmos is. De conclusie dat de soort niet parasitair is, is later door andere onderzoekers overgenomen, al zijn er ook onderzoekers die nog aannemen dat het korstmos wél parasitair is.

## Verspreiding
Obscure wadkorst is gevonden in delen van Noord-Amerika, grote delen van Europa (onder meer in Nederland, Frankrijk, Scandinavië, Duitsland en op de Britse Eilanden), in Zuid-Brazilië en in Zuid-Korea.
Zoals de naam doet vermoeden, komt obscure wadkorst uitsluitend voor bij kustgebieden. Obscure wadkorst groeit op zand- en steenachtige bodems, zoals zandsteen en graniet. In Nederland wordt hij met name gevonden in Zeeland en op de Waddeneilanden, waar de soort naar vernoemd is. Op de Nederlandse Rode Lijst van 2015 staat het korstmos als 'bedreigd' genoteerd.